# Грефе (герб)
Грефе (пол. Graefe) — польский дворянский герб.

## Описание
В лазоревом поле, разделенном надвое узким золотым столбом, в правом — пол белого орла, в левом — два венка из двенадцати золотых шестиконечных звезд, один над другим. Щит увенчан дворянской короной. Над ней лежащий золотой крест, наклоненный влево, над которым дворянский шлем, повёрнутый вправо. Нашлемник: три страусовых пера, червлёное между лазоревых.

## Герб используют
Карл-Фердинанд Грефе (ум. 1840), тайный советник, военный врач, возведен в потомственное дворянское достоинство Царства Польского с гербом «Грефе» в 1826 году по представлению Сената Царства Польского за заслуги в области медицинских наук, и на указанное достоинство жалован дипломом; дворянское достоинство подтверждено в Королевстве Пруссия 16 ноября 1826 года.